# Hasan Shah
Hasan Shah (født 24. december 1993) er en dansk sanger med pakistansk baggrund.
Hasan Shah startede sin karriere i 2007 i børne-MGP, hvor han med sin gruppe Game Over kom på en fjerdeplads med hittet "Drømmeland".
Shah er blevet kendt for sangen Tyveri udgivet i 2015.

I 2014 lavede han et Dansk Pop Medley, hvor man kunne finde blandt andre Rasmus Seebach, Medina og nogle sange fra Frost.
Siden 2014 har han udgivet flere dansk-sprogede popsange med tilhørende videoer.
Hans sange er produceret i samarbejde med Kewan.
Den 30. september 2016 udgav han sin single "Million på konto". Musikvideoen til sangen er optaget i New York.
I 2021 skrev Hasan Shah kontrakt med Sony Music India og lancerede i den forbindelse sangen "Hawa", der gik viralt i Indien. På blot 2 dage fik sangen 1 million visninger på YouTube.

## Sange
- Døren på klem (2014)[3]
- I dit Hjerte (2014)[4]
- Hvis jeg bad om din hånd (2015)[5]
- Tyveri (2015)
- Lanterner (2016)[6]
- Million på konto (2016)
- Hawa (2020)